# Stempel (obróbka plastyczna)

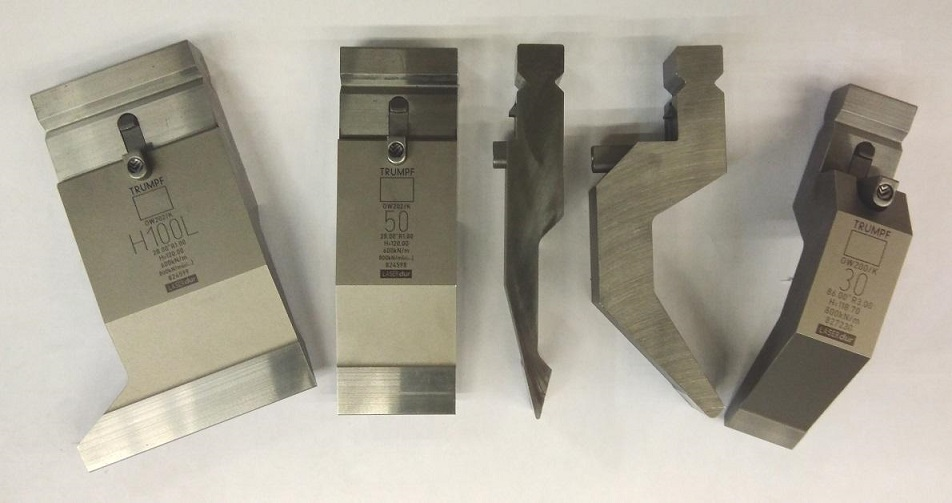
Stemple prasy krawędziowej

Stempel (obróbka plastyczna) – narzędzie do obróbki plastycznej. Stemple mocowane są np. do suwaka prasy kształtując obrabiany przedmiot w procesie wycinania, dziurkowania, tłoczenia itp. Części robocze stempli wykonywane są ze stali narzędziowej i powinny mieć twardość 56-60 HRC. Dla zwiększenia trwałości mogą być także wykonane z węglików spiekanych. 
W wykrojnikach stemple mają ostre krawędzie i są dopasowane z niewielkim luzem do otworów wykonanych w płycie tnącej.